# Wolica Drużkopolska
Wolica Drużkopolska (ukr. Волиця-Дружкопільська) – wieś na Ukrainie w rejonie łuckim obwodu wołyńskiego.

## Historia
Pod koniec XIX w. wieś w gminie Brany, w powiecie włodzimierskim.
Do 2020 w rejonie horochowskim. 